# Xylocampa
Xylocampa is een geslacht van nachtvlinders uit de familie van de uilen (Noctuidae).

## Soorten
- X. areola

Kamperfoelie-uil (Esper, 1789)
- X. areolona Draudt, 1950
- X. mustapha (Oberthur, 1920)